# Prakovce
Prakovce (em alemão: Prakendorf; em húngaro: Prakfalva) é um município da Eslováquia, situado no distrito de Gelnica, na região de Košice. Tem 31,91 km² de área e sua população em 2018 foi estimada em 3.347 habitantes.

## Demografia
| Ano:        | 1994 | 2004   | 2014   | 2024   |
| ----------- | ---- | ------ | ------ | ------ |
| Broj ljudi: | 3405 | 3441   | 3342   | 3184   |
| Razlika:    |      | +1,05% | -2,87% | -4,72% |

| Ano:               | 2023 | 2024   |
| ------------------ | ---- | ------ |
| Número de pessoas: | 3189 | 3184   |
| Diferença:         |      | -0,15% |